# 陰茎小帯
陰茎小帯（いんけいしょうたい、英: Frenulum of prepuce of penis）とは、陰茎の亀頭の裏側と包皮との間を橋渡し状につないでいる筋状の組織である。俗に裏筋（うらすじ）とも呼ばれる。女性の陰核にも同様な陰核小帯が存在し、陰茎小帯と陰核小帯とを併せて包皮小帯とも呼ばれる。

## 形態学的観察
幼少期には包皮を反転させると、陰茎小帯が亀頭を裏側の方へ引っ張るために尿道口も裏側へ引き寄せられ、この状態で排尿すると尿が下側に飛ぶことが多い。しかし、包皮を反転させて亀頭露出を繰り返すうちに徐々に伸びていき、性交を頻繁に行うようになると伸び切り、亀頭を裏側へ引っ張ることはなくなる。

## 性感帯
男性の最も敏感な性感帯のひとつとされており、舌先などでこの部分に愛撫を加えると男性に快感を与えることができる。また、陰茎が勃起した際に陰茎小帯が上下に引っ張られるため、勃起しただけで快感を得られる場合もある。ただし、厳密には実際の性感帯は陰茎小帯自体ではなく、その皮膚の下と尿道海綿体の間に存在している。

## 切断
かつては早漏の治療として、手術で陰茎小帯を切断することも行われていたが、切断によっても性感の低下がまったく、あるいはほとんど見られないため、現在では早漏治療としての陰茎小帯切断手術は施されていない。治療として陰茎小帯切断手術を施すのは、包皮反転時にこの部分が張り過ぎて性交時に相当な痛みを感じ、性交に支障が生じる場合である。
本人の好みによって陰茎小帯の切断手術を施す場合もあるが、これは美容整形の範疇に含まれる。